# Víctor d’Hupay
Joseph Alexandre Víctor d’Hupay (1746–1818) fue un escritor y filósofo francés. Es conocido por ser quizás el primer escritor en utilizar el término comunismo en su sentido moderno. Deseaba transformar los ideales de los filósofos de la Ilustración en práctica.

## Vida y obra
En 1746, Víctor d’Hupay nació en el seno de una familia aristocrática en el pueblo de La Tour-d'Aigues en el Luberon, Provenza.
D’Hupay comenzó a escribir sus primeros textos sobre la economía rural cuando tenía diecisiete años. Creía que la agricultura era la base de la riqueza y siguió el movimiento fisiócrata que abogaba por una economía basada en ella, al igual que hizo el Marqués de Mirabeau.
Siguió el ejemplo del Barón de La Tour-d'Aigues, quien estaba interesado en el desarrollo de la tierra y tenía una de las bibliotecas más grandes de la época sobre este tema. D’Hupay cuestionó la exhibición de riqueza de Bruny y otros barones porque, como seguidor de Rousseau, deseaba una vida rural más simple y alejada del tumulto de las ciudades. Leyó a filósofos de la Ilustración y deseaba poner en práctica sus ideas.
En 1770, compró la bastida de Puget en Fuveau, adquiriendo así sus derechos como noble. Durante su vida, Víctor d’Hupay dividió su tiempo entre La Tour-d'Aigues, Aix-en-Provence y el pueblo vecino de Fuveau, al sur de la Montaña Sainte-Victoire. La bastida familiar restaurada en Fuveau se gestionaba según sus principios. Una vez restaurada su casa de campo en Fuveau, publicó su primer libro, Projet de communauté philosophe (en español, «Proyecto de Comunidad Filosófica»), que abogaba por la idea de vivir en una especie de comuna. En el libro, contaba cómo quería reunir en su nuevo hogar a un círculo de amigos para una vida en comunidad.
En 1785, se autodefinió como autor comunista, un término que existía desde el siglo xii para designar ciertas formas de compartir bienes, en el sentido de partidario de la comunidad de bienes. Alrededor de esta época, justo antes de la Revolución Francesa, fue referido como comunista en una reseña de libro por Restif de la Bretonne; según algunas fuentes, esta fue la primera vez que se utilizó la palabra «comunismo» impresa en su sentido moderno.
Durante la Revolución, Víctor d’Hupay se entusiasmó con las nuevas ideas. Corresponsal de Mirabeau y Bernardin de Saint-Pierre, presentó varios proyectos de educación nacional y modelos de gobierno a la Asamblea Nacional, y militó por la supresión del matrimonio, que consideraba una forma de propiedad. A pesar de su compromiso con la revolución, fue encarcelado durante el Terror y su casa fue saqueada. Escribió poco bajo el Imperio y falleció en Fuveau en 1818, a la edad de setenta y dos años.